# Burg Hammerstein (Südschwarzwald)
Die Burg Hammerstein ist eine abgegangene Höhenburg in dem zu Kandern-Wollbach gehörenden Dorf Hammerstein im Südschwarzwald im baden-württembergischen Landkreis Lörrach.

## Lage
Die Burg Hammerstein lag auf einem südöstlichen Ausläufer des Behlen. Dieser Felssporn liegt in dem Winkel der durch die Kander und die Straße vom Kandertal nach Holzen (Feuerbachtal) gebildet wird. Er soll früher bis an die Straße gereicht haben und erhebt sich etwa 20 Meter über den Talgrund. Auf alten Karten ist die Ruine mit einer Höhenangabe von 330,7 Meter verzeichnet.
Von der Station Hammerstein der Kandertalbahn folgt man der 12. Etappe des Schwarzwaldwestwegs (westliche Strecke) Richtung Wolfsschlucht und Kandern. Eine steile Steintreppe führt auf den Felssporn.

## Geschichte
Bei der Burg handelte es sich um eine Wehranlage zum Schutz einer Hammerschmiede. Genaue Daten über die Anlage sind nicht bekannt, nach den keramischen Funden, die bei einer Ausgrabung von E. Eble im Jahr 1958 gefunden wurden, wurde die Burg von Anfang des 12. Jahrhunderts bis zum Ende des Mittelalters bewohnt. Die Burganlage wurde im Jahr 1913 gesprengt, als dort ein Steinbruch angelegt wurde.
Bei der Grabung wurden die Fundamente eines mächtigen Rundturmes freigelegt, er hatte einen Durchmesser von etwa acht Meter.
In der mündlichen Überlieferung wird von einem Geheimgang gesprochen, der die Burg mit der gegenüberliegenden Hammersteiner Mühle verbunden hat und auch in Berichten von 1958 wurde ein schmaler, niedriger Gang erwähnt, der von der Burg zu einem benachbarten Gebäude führte.